# Кисуцькі Бескиди
Ки́суцькі Бескиди (словац. Kysucké Beskydy) — гірський масив в північній Словаччині, частина Західних Бескид.
Найвища точка — гора Велька Рача, 1 236 м.
Головне пасмо утворює природний кордон між Польщею та Словаччиною. Складові частини — Яворський Бескид і масив Рача.
Протікають
- потік Чадечанка.[1]
- Клубінський потік[2]